# ميغومي كودو
ميغومي كودو (باليابانية: 工藤めぐみ؛ بالكانا: くどう めぐみ) هي مصارعة محترفة يابانية، ولدت في 20 سبتمبر 1969 في كوشيغايا في اليابان.

## وصلات خارجية
- ميغومي كودو على موقع CageMatch worker (الإنجليزية)
- ميغومي كودو على موقع قاعدة بيانات المصارعة على الإنترنت (الإنجليزية)

- الموقع الرسمي
- ميغومي كودو على موقع IMDb (الإنجليزية)
- ميغومي كودو على موقع قاعدة بيانات الفيلم (الإنجليزية)